# Маккриндл, Алекс
Алекс Маккриндл (англ. Alex McCrindle) — шотландский актёр, продюсер, общественный деятель. В фильме «Звёздные войны. Новая надежда» исполнил роль генерала Яна Додонны.

## Биография
Алекс Маккриндл родился 3 августа 1911 года в Глазго, Шотландия. Трудовую деятельность начал с 10 лет, подрабатывая разносчиком молока. В 15 лет бросил школу и устроился работать в офис. На сцену впервые начал выходить, играя в пьесах молодёжной христианской организации. Позже, переехав в Глазго и получив должность менеджера в одной из фирм по торговле оборудованием, вступил в театральную группу Glasgow Clarion Players, тесно связанную с Коммунистической партией Великобритании.
Маккриндл посещал лекции по актёрскому мастерству в Университете Глазго, и вскоре ему пришлось выбирать между работой в фирме и актёрским ремеслом. Ему удалось заключить договор на обучение в Лондонском королевском театре, располагавшемся у северной части Кью-Бридж. Маккриндл бросил работу электрика и до конца жизни посветил себя актёрскому мастерству.
Сниматься на британском телевидении начал в 1937 году с небольших ролей в первых телепостановках, включая «Юнону и павлина», а также в классическом фильме А. Хичкока «39 шагов», хотя Алекс больше гордился участием в пьесе «Шестеро из Дорсета», посвящённой истории «Толпаддльских мучеников»; в 1937 году состоялось национальное турне этой пьесы.
В годы Второй мировой войны был призван в Королевский морской флот. При его участии была поставлена первая в истории флота пьеса, поставленная на военном корабле, «Андрокл и лев» Бернарда Шоу, передававшаяся по местной связи.
С 1946 до 1951 год он исполнял роль Джока Андерсона в радиопостановке BBC «Дик Бартон: Специальный агент», насчитывавшей 700 серий и 15 миллионов слушателей. Эта роль принесла актёру всенародную любовь и огромную популярность. В 1947 году он стал продюсером телепрограммы Larry the Lamb.
Несмотря на свои достижения как актёра, а также как очень успешного сценариста, за свою коммунистическую деятельность и участие в актёрском союзе «Равенство», у истоков создания которого стоял, многие годы Алекс Маккриндл находился в чёрном списке, особенно с конца 1940-х до конца 1950-х. В 1951 он исполнил главную роль в своём первом американском фильме «Дом на площади». В 1950-е годы он снимался — часто без указания в титрах, чтобы избежать чёрного списка — в качестве характерных актёров малобюджетных фильмов. В этот период он снимался в фильмах «Я верю в тебя» (1952), «Маленькие похитители» (1953), Trouble in the Glen (1954), Geordie (1955) и «Глубинная бомба» (1960). Однако это позволило ему в течение семи лет значительное время уделять внимание «Равенству» и борьбе за улучшение условий труда и повышение зарплаты актёров; руководством союза ему было поручено создание его шотландского отделения.
К середине 1960-х годов его карьера начинает выправляться, он играет всё более значимые роли в кино и на телевидении, начиная от телесериала The Saint (1965) и до кинофильма «Все создания, большие и малые» (1975).
В 1976 снимался в фильме «Новая надежда» в роли повстанческого генерала Яна Додонны. Во время съёмок Алекс вступил в борьбу с режиссёром фильма Джорджем Лукасом, который, экономя выделенные на фильм финансы, урезал зарплаты актёрам. Однако, как вспоминал один из актёров, «Голливуд думал, что Дарт Вейдер был крепким орешком; но они не встречались с Алексом!» Через «Равенство» Маккриндл сумел выбить бонусы для всех актёров «Звёздных Войн», среди которых были уроженец Бирмингема Кенни Бейкер, игравший R2-D2.
Позднее исполнял небольшие роли в телефильмах, такие как роль эксцентричного ветеринара Эвана Росса в «Все создания, большие и малые». Последними работами актёра стали телесериал «Рейли: король шпионов» (1983) кинофильмы «Самсон и Далила» (1985), «Товарищи» (1987) и телефильм Taggart (1988).
Всего за свою жизнь актёр снялся в 56 кино- и телефильмах.
Алекс очень любил шотландскую поэзию и регулярно читал стихи вслух перед аудиторией. Он создал и прочитал собственную подборку 37 стихотворений Уильяма Сутара (Глазго, 1989) и собирали деньги на Браунсбэнк Коттедж, дом Хью Макдёрмида.
Алекс был близким другом известного фотографа Пола Стрэнда и был первым помощником в организации его фотопроекта Tir a Mhurain.
Умер 20 апреля 1990 года в Эдинбурге, Шотландия. В некрологе в газете «Таймс», озаглавленном «Несгибаемый коммунист», говорилось, что он оставался «приверженцем твёрдого марксизма, не потерявшим своей безупречности и бескомпромиссной суровости».

### Семья
Был женат дважды, первую жену звали Сэнди, а второй раз — на Хонор Эрандел, также коммунистке, детской писательнице и кинокритике, издававшейся в «Дейли Уокер». По свидетельству писателя Дорис Лессинг, дом Маккриндла и Эрандел в 1950-е годы был центром деятельности Коммунистической партии. Дочь актёра Жан также участвовала в политической деятельности и учредила премию в области драматического искусства в честь своего отца.